# Hyloniscus beckeri
Hyloniscus beckeri là một loài chân đều trong họ Trichoniscidae. Loài này được Herold miêu tả khoa học năm 1939.